# Вестмид (округ)
Округ Вестмид (енгл. County Westmeath, ир. Contae na hIarmhí) је један од 32 историјска округа на острву Ирској, смештен у његовом средишњем делу, у покрајини Ленстер.
Данас је округ Вестмид један од 26 званичних округа Републике Ирске, као основних управних јединица у држави. Седиште округа је град Малингар, а највећи је град Атлон.

## Положај и границе округа
Округ Вестмид се налази у средишњем делу ирског острва и Републике Ирске и граничи се са:
- север: округ Каван,
- исток: округ Мид,
- југ: округ Офали,
- запад: округ Лонгфорд,
- северозапад: округ Роскомон.

## Природни услови
Вестмид је по пространству један од средњих ирских округа - заузима 20. место међу 32 округа.
Рељеф: Већи део округа Вестмид је равничарско подручје, 60-120 метара надморске висине, посебно у средини и на југу.
Клима Клима у округу Вестмиду је умерено континентална са изразитим утицајем Атлантика и Голфске струје. Стога град одликује блага и веома променљива клима.
Воде: Најважније реке у округу Вестмиду су: Шенон (западна граница) и Бросна (средишњи део). Од Даблина ка истоку до Шенона на западу је прокопан тзв. Краљевски канал, који значајном дужном пролази кроз округ Вестмид. У округу постоји низ мањих језера, од којих су позната Енел, Деравара и Оуел.

## Становништво
По подацима са Пописа 2011. године на подручју округа Вестмид живело је преко 85 хиљада становника, већином етничких Ираца. Ово је за 70% мање него на Попису 1841. године, пре Ирске глади и великог исељавања Ираца у Америку. Последње три деценије број становника округа расте по стопи од приближно 1% годишње.
Густина насељености - Округ Вестмид има густину насељености од око 47 ст./км², што је осетно мање од државног просека (око 60 ст./км²). Јужни део округа је много боље насељен него север.
Језик: У целом округу се равноправно користе енглески и ирски језик.